# Fruit Machine Simulator
Fruit Machine Simulator je počítačová hra vydaná společností Code Masters v roce 1987 pro počítače Sinclair ZX Spectrum. V roce 1988 byla vydána pro počítače Amstrad CPC.
Jedná se o simulátor výherních automatů. V roce 1990 bylo vydáno pokračování Fruit Machine Simulator 2. Hra byla vydána pro počítače Amstrad CPC, Sinclair ZX Spectrum, C64.